# Tempelj v Kom Ombu
Dvojni tempelj Kom Ombo je star egipčanski tempeljski kompleks na vzhodnem bregu Nila v zgornjem Egiptu. Tempelj je 3,5 kilometra jugozahodno od kraja Kom Ombo s približno 70.000 prebivalci.
Vidni deli stavbe segajo v čas vladavine Ptolemajcev, v majhnem obsegu tudi iz obdobja Rimskemu imperiju. Tempelj je bil posvečen bogovoma Sobeku in Horu, ki so ju častili ločeno drug od drugega, zato se imenuje "dvojni tempelj". Strukture kompleksa templja so bile močno prizadete zaradi naravnih sil, kot so poplave in erozija zidov.

## Zgodovina
Tempelj Kom Ombu izvira v odobje Ptolomajcev okoli 304-31. pr. n. št. Kom Ombo, v preteklosti Omboi (tudi Ombos) je bil v tistem času blizu Elefantine, upravnega središča prve zgornjeegipčanske nome Ta-seti. Danes odprt za obiskovalce, je bil ta dvojni tempelj posvečen dvema božanstvoma Sobeku, krokodiljemu bogu, bogu s sokoljo glavo Horu. 
Ruševine templja Kom Ombu so bile že dolgo več kot polovico zasute s peskom. Najprej so bile odkrite in obnovljene leta 1893 pod vodstvom Jacquesa de Morgana. Pred templemj je do 19. stoletja stal velik Mammisi ("rojstna hiša") Ptolemaja VIII. Evergeta. Nilova poplava je porušila stavbe, vključno z zahodnim delom obzidja. Dejstvo, da je bila hiša zgrajena 20 m nad normalno ravnijo Nila, si še vedno lahko predstavljamo obseg katastrofe.
V nedavni zgodovini Egipta je lokacija tempeljskega kompleksa postala magnet za turizem. Ogled templja Kom Ombu je sestavni del turistov, ki potujejo po Nilu med 150 km oddaljenim Luksorjem in 40 kilometrov oddaljenim Asuanom.

## Tempeljski kompleks

### Dvojni tempelj
Tempelj Kom Ombo na vzhodni obali Nila je posebnost. Za razliko od večine drugih starodavnih egipčanskih svetih zgradb sta bili v njem dve božanstvi ločeno čaščeni. Jugovzhodna stran, ki je bolj oddaljena od Nila z dvojnim glavnim vhodom, je bila posvečena Sobeku, krokodiljeglavemu bogu vode in rodovitnosti, kasneje pa tudi bogu stvarniku. Na levi je bil severozahodni poltempelj posvečen Horu, bogu svetlobe in nebes, pa tudi bogu vojne. Po božanstvu se je tempelj imenoval tudi "hiša krokodila", kot tudi "sokolji grad". 
Bog Hor je v Kom Ombu oblikoval svojo triado s Ta-senet-nofretom in Pa-neb-taui, kot je storil bog Sobek s Hator in Honsujem. Verjetno je postala vidna stavba zgrajena pod Ptolemajem VI. Filometorjem, na ostankih mnogo manjših predhodnikov 12., 18. in 19. dinastije srednjega in novega kraljestva. Obod je obkrožal tempelj s širino 51 in dolžino 96 metrov. Dekoracija se je nadaljevala do 2. in 3. stoletja našega štetja, vendar nikoli ni bila popolnoma končana. Tako so v hrbtni hiši v lokalnih kapelah še vedno vidni le delno pripravljeni reliefi. Drugi deli templja so bili pozneje uničeni, na primer zahodni del vstopnega stebra s sosednjo steno obodne strani in pritrjen Mammisi. Bili so žrtve Nilovih poplav.
Slika:Komombo.JPG
Na preostalem jugovzhodnem stolpu velikega pilona je prikazan rimski cesar Domicijan, ki skupaj z drugimi bogovi daruje triadi Sobeku, Hator in Honsu, skupaj s 52-vrstičnim besedilom v hieroglifskem načinu. Za dvema osrednjima vhodoma v obodni steni, dvojnim portalom v templju, je bilo dvorišče, ki ga je obkrožalo šestnajst stebrov. Od teh so ohranjeni samo njihovi spodnji deli z bazo. So bogato okrašeni z reliefi in hieroglifi, v katerih so ohranjene sledi prvotne slike. Cesar Tiberij je bil prikazan na stebrih, vpisan v sosednji gravuri v kamen, kako daruje bogovom. Sredi dvorišča so še vedno prisotni ostanki oltarja, na katerem je med procesijami stala sveta ladja. 
Na severni strani dvorišča bas-relief krasi zunanjo steno stavbe templja, vključeni so tudi v petih stebrih, od katerih imajo samo trije polno višino 12 metrov do arhitrava. Skupaj z dvema nadaljnjima vrstama stebrov, vsaka s petimi enako visokimi stebri, so oblikovali nosilce za streho pronaosa ali prvo dvorano. Na strani vrat v pronaos reliefi prikazujejo čaščenje. Zvonasto oblikovani kapiteli so v obliki lotosovih cvetov, papirusa ali palme. Stebla stebrov kot tudi dvorane kažejo reliefe in hieroglife iz življenja ptolemajskih faraonov, vključno Kleopatre VI., obrnjeni k bogovom. Na stropu dvorane bi našli slike z astronomskimi prizori in jastrebi, izmenično z eno, krono zgornjega Egipta in krono Spodnjega Egipt, s kačo kot simbolom boginje posameznih držav Nekbet in Vadžet.
Druga pot znotraj druge stebrne dvorane, ki se imenuje tudi "dvorana darovanja", vodi kot dostop z dvorišča skozi dva vzporedna vhoda v dvojno svetišče. Deset v dve vrsti razporejenih stebrov druge dvorane so skoraj pol nižji od pronaosa. Ta manjša dvorana kaže podobne prizore na stenskih reliefih, kot prejšnje samo s predstavitvijo drugih faraonov, tako Ptolemaja VIII. Evergeta z ženo Kleopatro III. in Ptolemaja XII. Auleta. Tej sobi sledijo tri prečno urejene predsobe, ki jih je zgradil Ptolemaj VI. Filometor, ki se tu pojavlja v reliefih, za dve svetišči bogov Hora in Sobeka s črnimi granitnimi podstavki. Deljeni s pregrado, imata svetišči obeh bogov zgolj dekorativne fragmente in posvetilni napis nad levimi vrati. 
Notranjost templja obdajata dva koridorja, en z dvorišča do šestnajst stebrov ob notranji steni in drugi v središču templja z dostopom iz pronaosa. Na severovzhodni strani za svetišči zadnja stena ne obstaja več, zapirala je sedem sob neznane vsebine. Iz sredine vodijo stopnice do terase. Sobe so opremljene z reliefi bogov in faraonov, ki so ostali delno nedokončani. Kot posebno funkcijo, relief notranjega koridorja na notranji strani stene drugega templja  kaže nekaj kirurških instrumentov, kot so skalpel, škarje, kirurške klešče in podobno. Na splošno so reliefi in okrasni elementi kapitelov, frizi in drugo v templju Kom Ombo najpomembnejši del ptolemajske arhitekture.
- Reliefi na stebrih v preddverju
- Reliefi na stebrih v templju
- Stropni elemnt v preddverju
- Nedokončan relief v zadnji sobi

### Bližnje stavbe
Mammisi
Do 19. stoletja je Mammisi, "rojstna hiša", stala pred zahodnim vogalom dvorišča v tempelj, preden jo je odplavilo nekaj poplavnih voda. Mammisi je zgradil faraon Ptolemaj VIII. Everget. Imela je reliefe s faraonom in dvema božanstvoma, ki sta bili na ladji med papirusovim močvirjem . Severovzhodno od ostankov Mammisija, sta postavljena dva reliefna kamna z dvema glavnima bogovoma templja Sobekom in Horom. 
Kapela Hator
Na desni strani dvorišča, na južnem kotu templja, stoji majhna kapela. Nedokončana, a dobro ohranjena zgradba je bila zgrajena pod cesarjem Domicijanom v čast boginje Hator. Grška kultura vzhodnega Sredozemlja enači Hator z grško boginjo Afrodito. V kapeli so bile mumije krokodilov in sarkofagi iz bližnje nekropole in so zdaj na ogled v novozgrajenem majhnem muzeju. 
Nilometer
Okoli 25 metrov severozahodno od središča tempeljskega kompleksa je vodomer, tako imenovani Nilometer. Je okrogel vodnjak izdelan iz velikega kamnitega zidu, v katerem je mogoče odčitati raven Nila. Rezultati branja v starodavnem Egiptu so neposredno vplivali na določitev zneska davkov, ki jih je moralo plačati prebivalstvo. To je bilo povezano s potrebo po namakanju kmetijskih zemljišč. Več vode je bilo na voljo glede na nivo reke, boljši so bili pridelki, tako da bi se lahko zaračunavali višji davki.
- Kapela Hator
- Ostanki Mammisi
- Kamen z reliefi
- Nilometer

## SKlici
1. ↑  Kom Ombo (auf www.aegyptenurlaub.org)[mrtva povezava]
2. ↑  »Kom Ombo (auf www.chufu.de)«. Arhivirano iz prvotnega spletišča dne 26. aprila 2004. Pridobljeno 6. julija 2012.
3. ↑  G. Magi: Eine Fahrt auf dem Nil. Die Tempel Nubiens, Esna · Edfu · Kom Ombo. S. 50.
4. ↑  G. Magi: Eine Fahrt auf dem Nil. Die Tempel Nubiens, Esna · Edfu · Kom Ombo. S. 51.
5. ↑  G. Magi: Eine Fahrt auf dem Nil. Die Tempel Nubiens, Esna · Edfu · Kom Ombo. S. 56–60.
6. ↑  G. Magi: Eine Fahrt auf dem Nil. Die Tempel Nubiens, Esna · Edfu · Kom Ombo. S. S. 60–62.
7. ↑   Der Doppeltempel von Kom Ombo – Das Mammisi Ptolemäus VIII. Euergetes II.
8. ↑  G. Magi: Eine Fahrt auf dem Nil. Die Tempel Nubiens, Esna · Edfu · Kom Ombo. S. 62.